# Kostel svatého Zikmunda (Popice)
Kostel svatého Zikmunda je farní kostel v římskokatolické farnosti Popice u Znojma, nachází se v centru vesnice Popice, části města Znojmo. Kostel je jako areál chráněn spolu s farou, ohradní zdí fary, ohradní zdí hřbitova a bránou v ohradní zdi jako kulturní památka České republiky. Nedaleko kostela je hřbitov a přes ulici se nachází rodný dům Charlese Sealsfielda, který nyní slouží jako jeho muzeum.

## Historie
Kostel je manýristická stavba s raně gotickým jádrem pocházející z druhé poloviny 13. století. Kněžiště bylo vystavěno v první čtvrtině 14. století, věž pak byla ke kostelu přistavěna na konci 15. století, ze stejné doby pochází i současné zaklenutí kostela. Roku 1752 došlo k přestavbě věže, která byla opravována ještě roku 1902. V 17. století pak byla prodloužena kostelní loď. V první polovině 18. století byla nedaleko kostela postavena památkově chráněná budova fary, která je dominantou obce a má specifickou zdobnou fasádu a velký vstupní portál. V druhé polovině 18. století pak byla vybudována památkově chráněná brána v ohradní zdi hřbitova. Kostel byl v roce 1847 opraven. V listopadu roku 2015 byl kostel rekonstruován, byla opravena fasáda a obnoveny měděné prvky kostela.
Podle jiných zdrojů měl být přestavěn v 70. letech 16. století do své současné manýristické podoby, věž pak postavena v roce 1752.

## Popis
Kostel je orientovaná podélná jednolodní stavba z lomového kamene a cihel s kněžištěm a pětibokým závěrem, závěr kostela je zaklenut jednopolní křížovou žebrovou klenbou. V severní části kněžiště je ve zdi pravoúhlé sanktuarium a gotický lomený vstup do věže. Věž je čtyřboká a zaklenutá křížovou klenbou. Loď kostela je zaklenuta síťovou klenbou, střecha je sedlová. Součástí kostela je i kruchta, na západě kostela je vstupní předsíň. V kostele jsou dva oltáře, hlavní oltář je zasvěcen svatému Zikmundovi a boční oltář je zasvěcen Panně Marii Pomocné. Hlavní oltář má pocházet z roku 1725, boční oltář asi z poloviny 18. století. Z roku 1760 pochází lavice a obraz hlavního oltáře se Sv. Zikmundem, který namaloval Johann Leopold Daysigner. Kolem roku 1784 provedl dekorativní malbu nad kruchtou malíř Adalbert Radda. V kostele se nachází 4 zvony, původně z roku 1698, později však zrekvírovány za 1. světové války a roku 1923 znovu ulity. Z kostela pochází také monstrance z roku 1520.

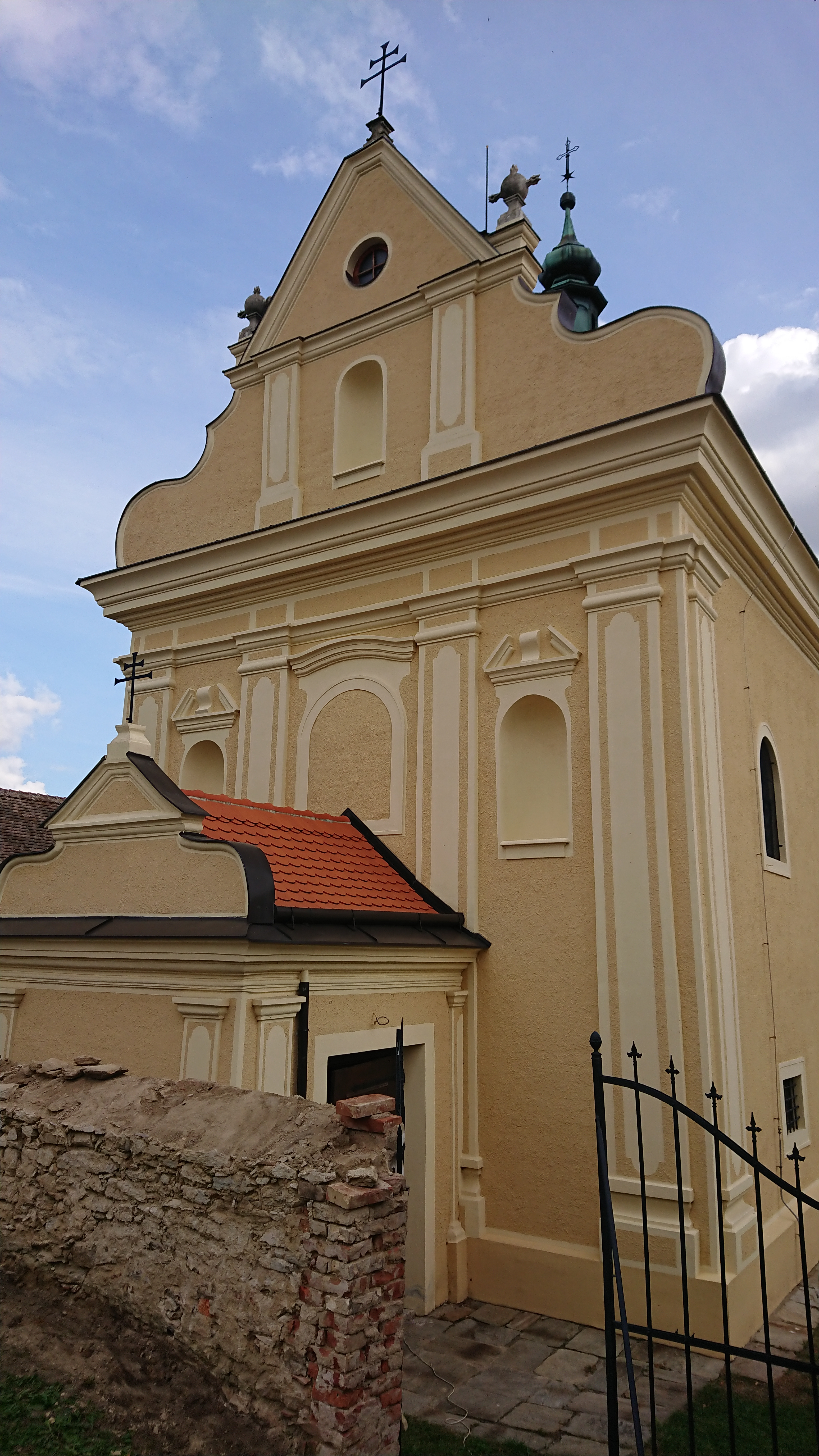
Štít a předsíň
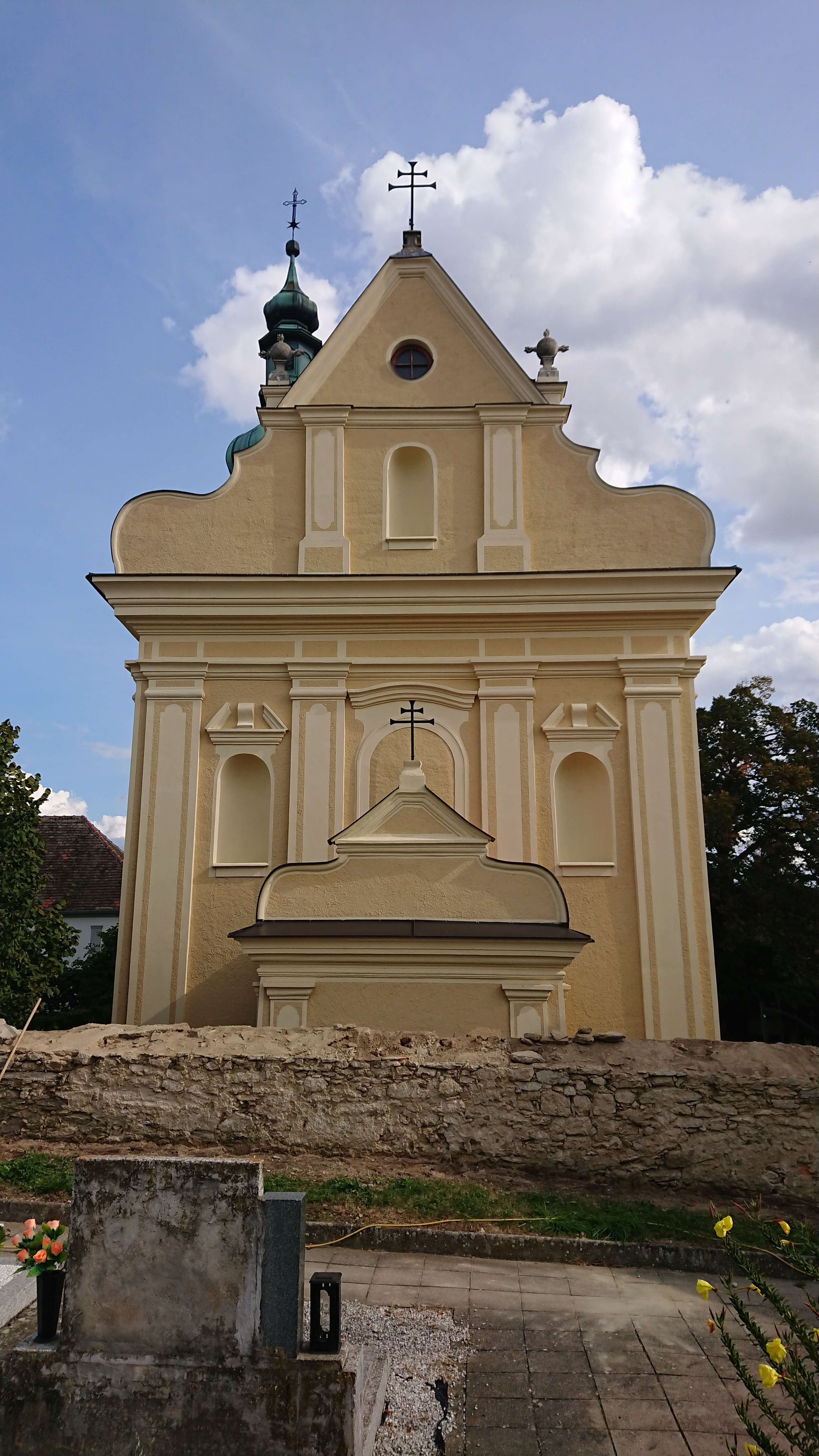
Štít
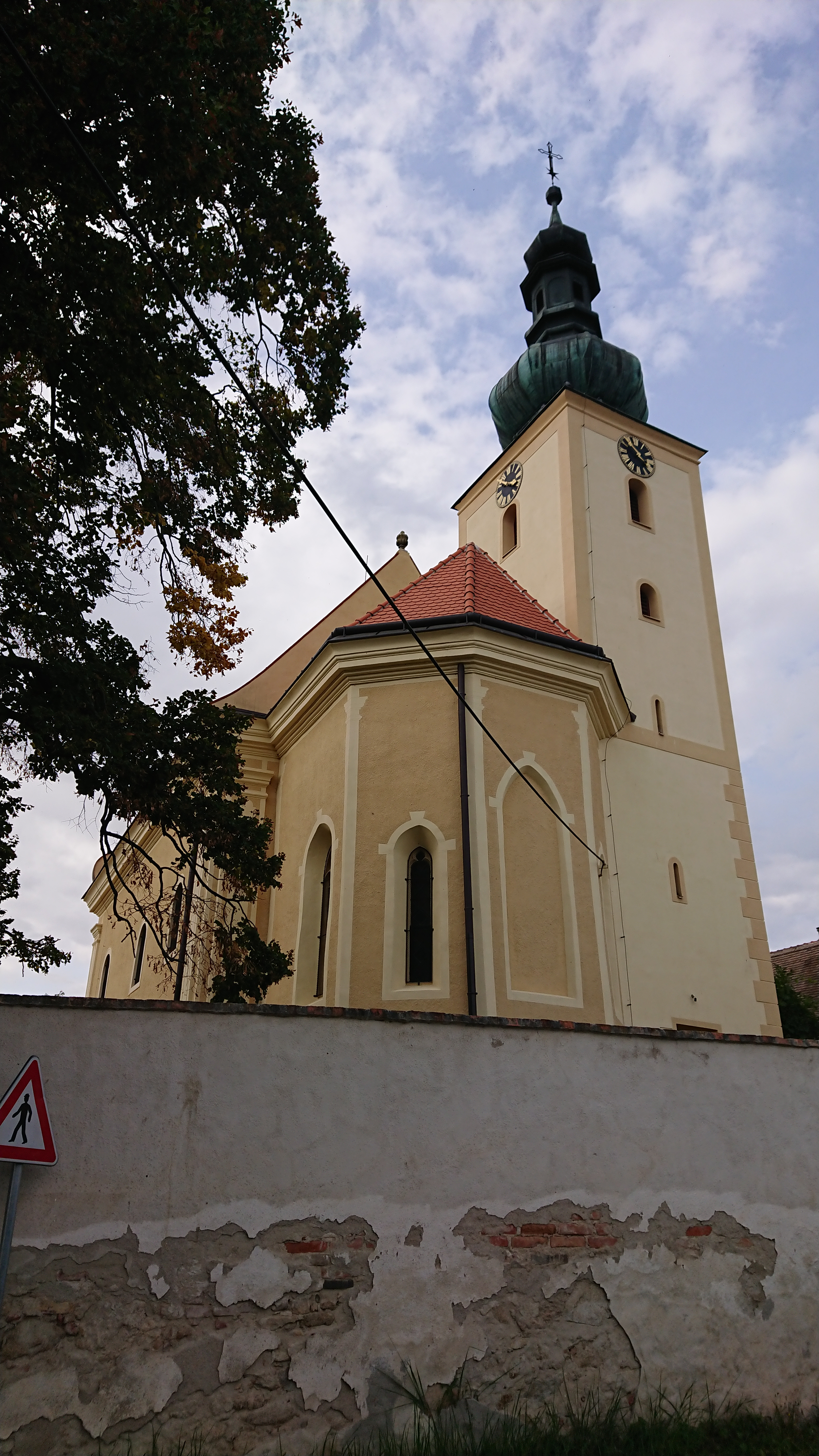
Závěr s věží, pohled od silnice
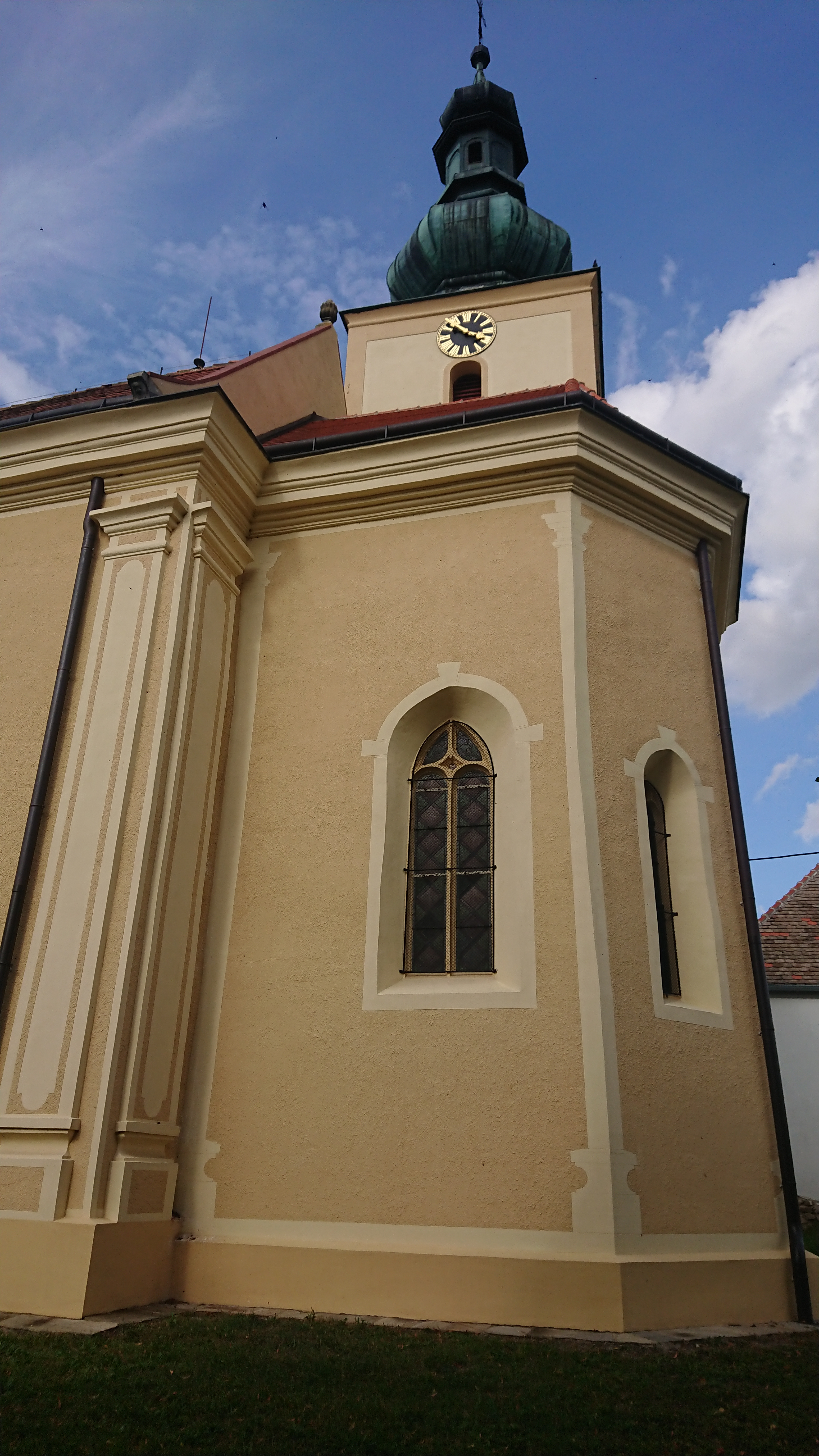
Závěr z jihu
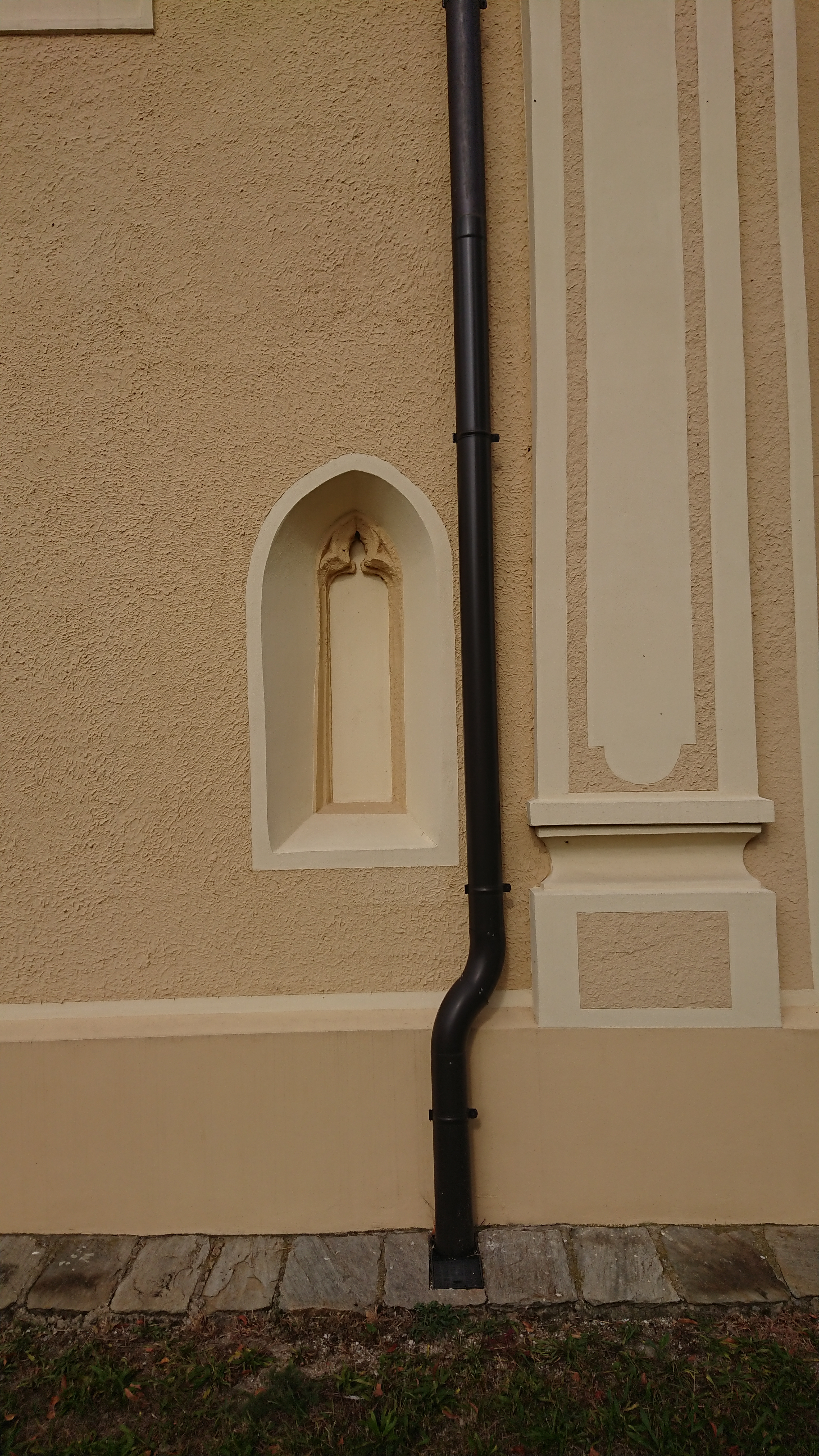
Odhalené gotické okno (jeptiška) na jižní straně lodi
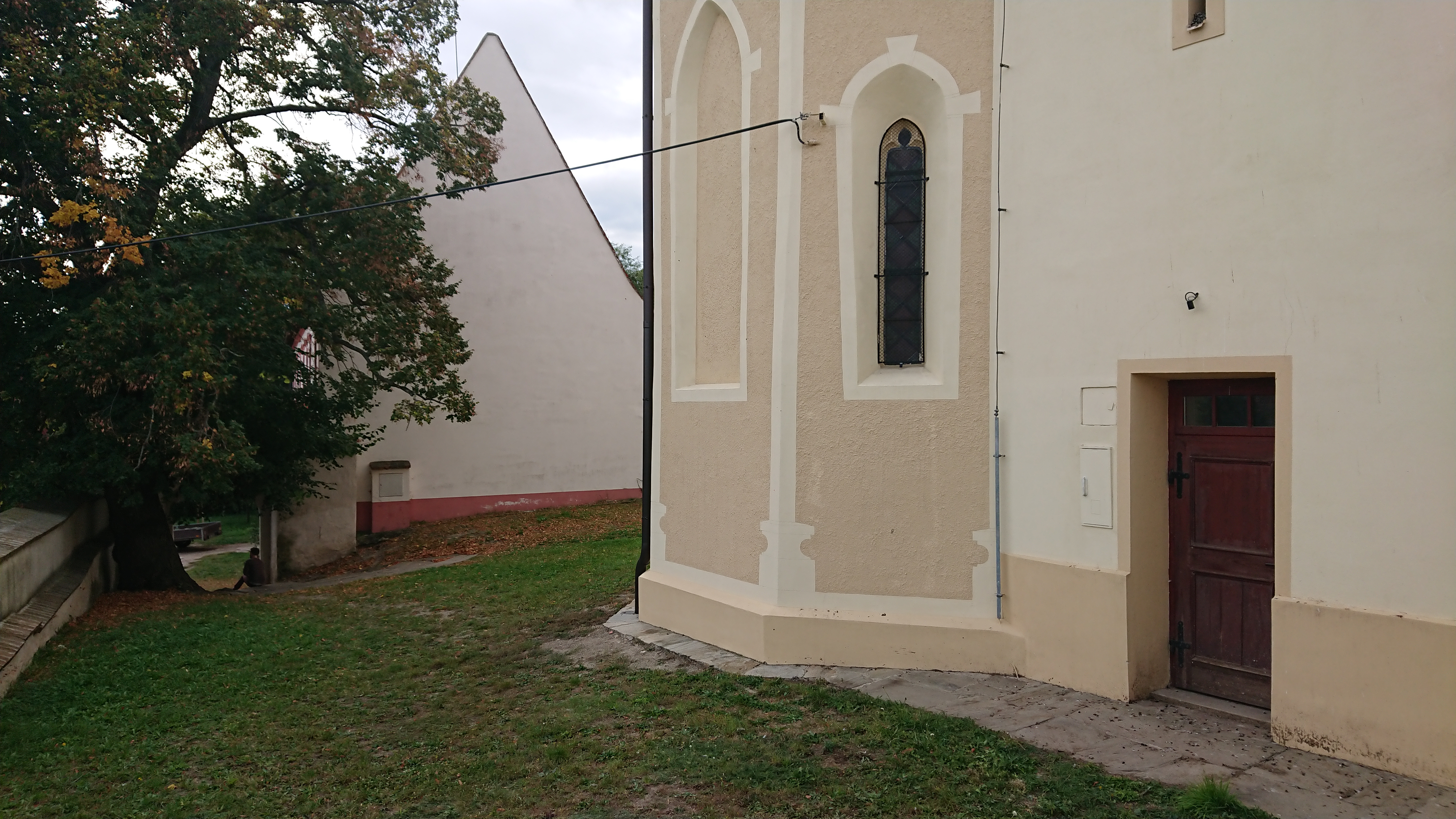
Závěr, pohled k bráně
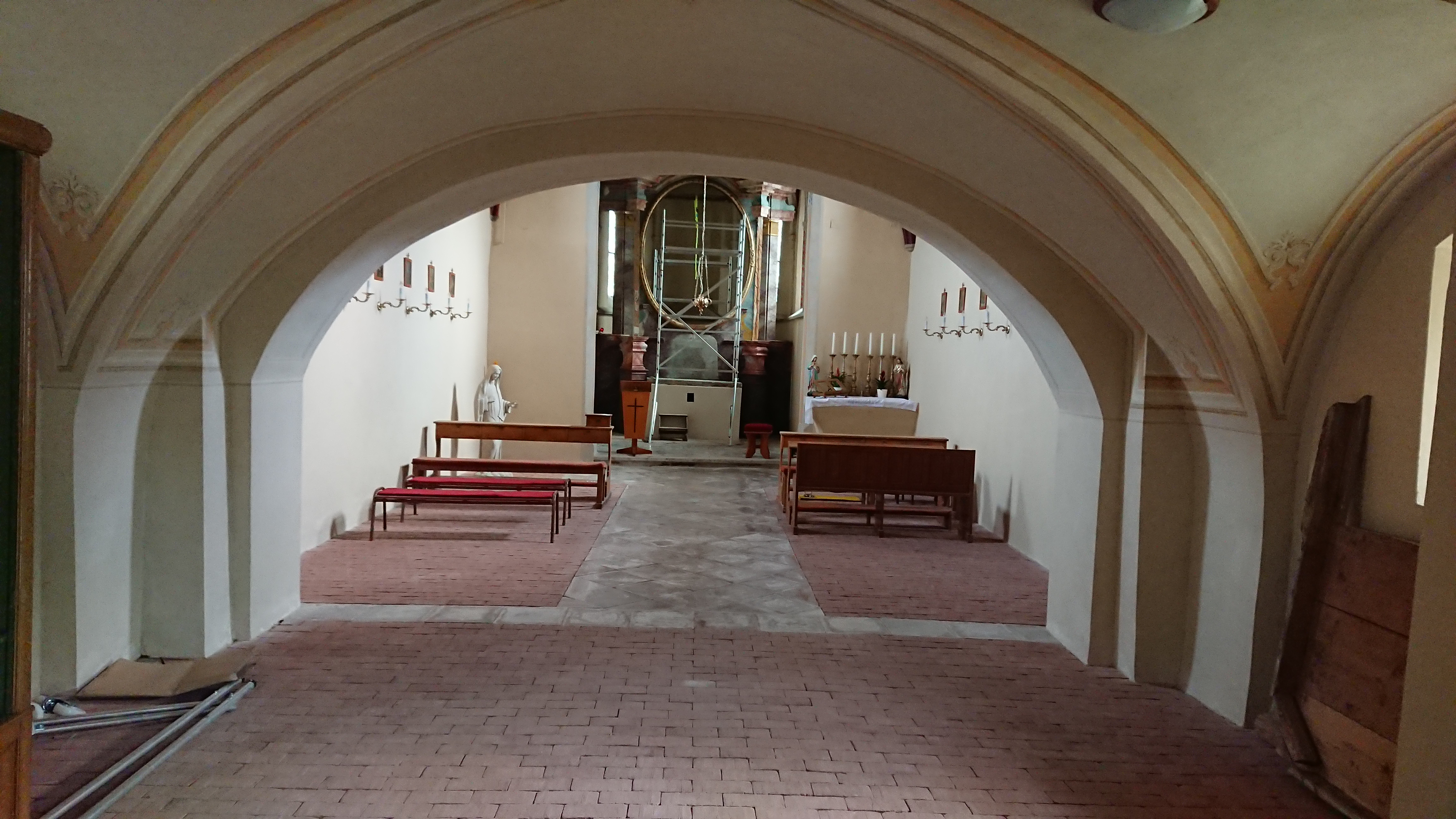
Interiér během restaurování oltáře
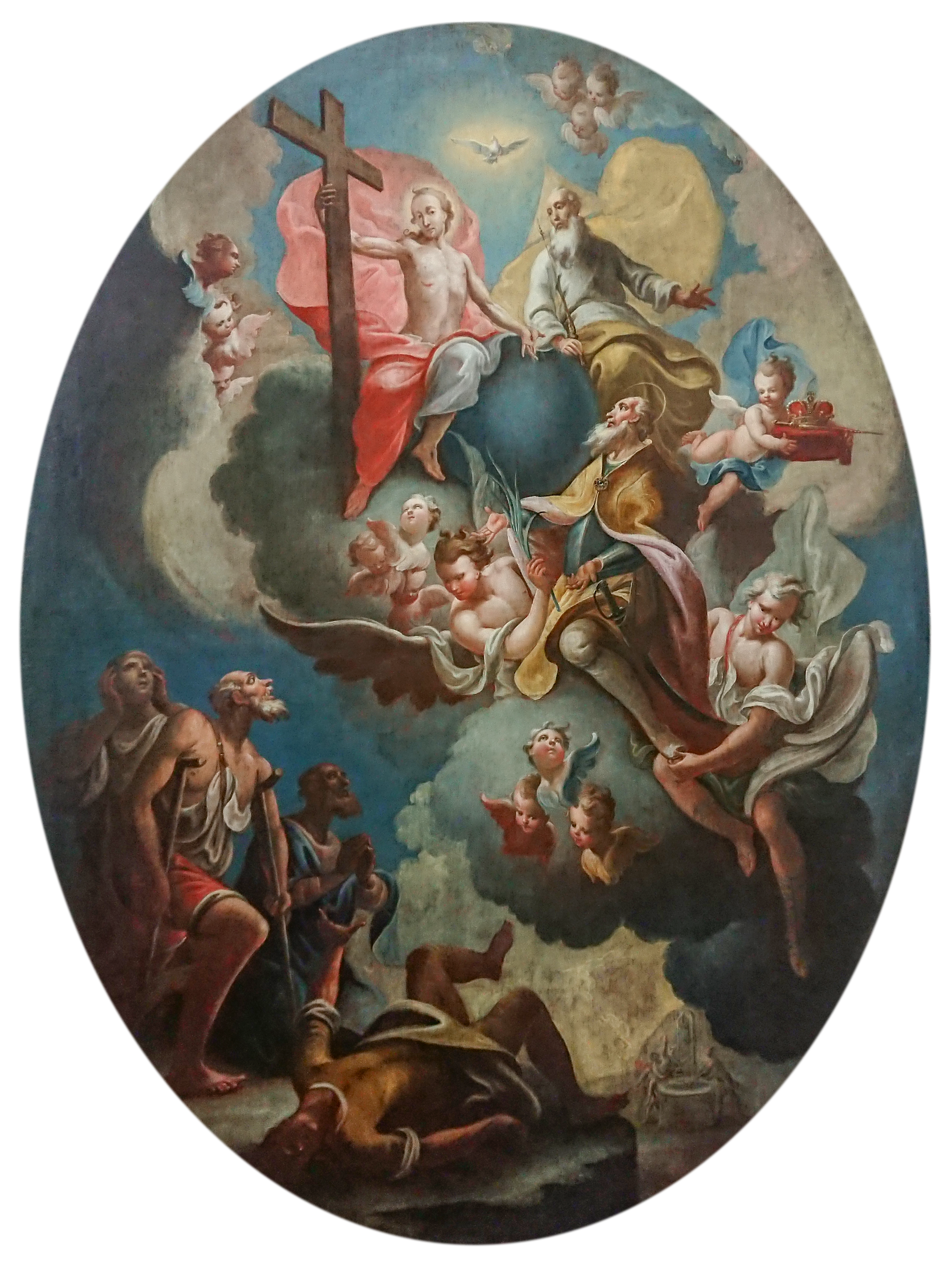
Obraz Johanna Leopolda Deyssingera po restaurování